# Fakro
FAKRO —  международный производитель мансардных окон и чердачных лестниц. Компания основана в 1991 году.

## Основные виды деятельности
FAKRO является одним из ведущих мировых производителей материалов для обустройства мансард со второй по величине долей мирового рынка (более 17 %).
Основной вид производимой продукции — это окна для крыши, чердачные лестницы, а также паро- и гидроизоляционные подкровельные плёнки.
Заводы предприятия находятся в Польше (в городах Новый Сонч, Тымбарк, Добра, Милец), на Украине (Львов и Шкло) и в России (Вологодская обл.).
Продукцию FAKRO можно встретить во всех европейских странах, в Канаде, США, Чили, Китае, Японии, Новой Зеландии. Экспорт составляет более 70 % всех продаж.
Число сотрудников превышает 3200 человек.

## Производство
Производство окон для крыши (основная часть изготавливается из дерева) и других материалов является практически безотходным.
Заготовка древесины в лесных совхозах ведётся с постоянным возобновлением посадок с таким расчётом, чтобы новые насаждения превышали вырубку деревьев. Впоследствии все заготовки обрабатываются только экологически чистыми материалами.

## Награды и сертификаты
Качество продукции подтверждено сертификатами, в том числе института ITF в Розенхайме, института CEKAL в Париже, Госстроя России и др.

## Продукция FAKRO
Компания FAKRO выпускает следующий ассортимент продукции для обустройства жилых мансард и чердаков:
- деревянные и пластиковые среднеповоротные мансардные окна;
- деревянные и пластиковые мансардные окна с комбинированной системой открывания;
- деревянные мансардные окна с приподнятой осью поворота створки;
- деревянные распашные окна;
- деревянные карнизные окна;
- решения для плоских крыш;
- фасадные окна;
- террасное остекление;
- окна-люки;
- внешние и внутренние аксессуары к мансардным окнам (шторки, жалюзи, маркизы, рольставни)
- системы автоматического управления мансардными окнами;
- изоляционные оклады для мансардных окон;
- чердачные лестницы;
- гидро- и пароизоляционные материалы.

## FAKRO в России
Российское представительство ООО «ФАКРО-Р» существует с 2000 года, главный офис находится в Москве. Продукция и сервис доступны на всей территории страны. Торговая марка FAKRO в России представлена более чем в 100 крупнейших городах. В 12 городах работают представители компании, в 15 городах функционируют склады, в Вологде открыт деревообрабатывающий комбинат.
FAKRO поддерживает архитекторов, проектировщиков, студентов и профильные строительные вузы, проводя творческие конкурсы и образовательные семинары по мансардному строительству. Компания является постоянным спонсором спортивных мероприятий.

## FAKRO в мире
- второй по величине производитель мансардных окон на мировом рынке;
- одна из ведущих компаний в мире, занимающая около 15 % мирового рынка мансардных окон;
- более 3300 сотрудников;
- более 200 тысяч квадратных метров производственных площадей и 12 фабрик по всему миру;
- 16 иностранных представительств по всему миру (США, Великобритания, Франция, Испания, Германия, Китай, Австрия, Нидерланды, Италия, Венгрия, Россия, Украина, Словакия, Латвия, Чехия, Дания);
- более 30 тысяч квадратных метров складских помещений;
- дилерская сеть во всех странах, в которых существует спрос на мансардные окна;
- современный центр исследований и проектирования (отдельное подразделение высококлассных конструкторов и инженеров);
- авторы многих инновационных решений и разработок, подтверждённых многочисленными патентами и независимыми исследовательскими институтами[источник не указан 1466 дней].